# Thylacospermum caespitosum
Thylacospermum caespitosum är en nejlikväxtart som först beskrevs av Jacques Cambessèdes, och fick sitt nu gällande namn av Boris Konstantinovich Schischkin. Thylacospermum caespitosum ingår i släktet Thylacospermum och familjen nejlikväxter. Inga underarter finns listade i Catalogue of Life.